# ریو (مهمانی)
ریو (به انگلیسی: Rave) (از فعل to rave می‌آید) یک مهمانی رقص است که معمولاً در انبار، کلاب یا سایر مکان‌های عمومی یا خصوصی برگزار می‌شود و معمولاً دی‌جی‌ها با موسیقی الکترونیک رقص در آن‌ها به اجرا می‌پردازند. این سبک بیشتر با صحنه موسیقی رقص اوایل دههٔ ۱۹۹۰ مرتبط است، که در آن زمان دی‌جی‌ها در رویدادهای غیرقانونی اجرا می‌کردند و موسیقی غالب در این رویدادها، موسیقی الکترونیک رقص با زیرسبک‌های مختلفی مانند درام اند بیس، دابستپ، ترپ، بریک، هپی هاردکور، ترنس، تکنو، هاردکور، هاوس و آلترناتیو دنس بود. گاهی موسیقی‌دانان نیز به‌طور زنده در ریوها اجرا می‌کردند، علاوه بر موسیقی‌دانان، دیگر انواع هنرمندان اجرا از جمله رقصندگان گو-گو و آتش‌بازان نیز اجرا داشتند.